# دیوان (حقوق)
دیوان (به انگلیسی: tribunal)، به‌طور کلی، هر شخص یا مؤسسه ای است که صلاحیت قضاوت، داوری یا تعیین دعاوی یا اختلافات را داشته باشد - چه در عنوان آن عبارت دیوان آورده شود یا نه. برای مثال، یک وکیل که مقابل دادگاهی با تنها یک قاضی قرار می‌گیرد می‌تواند آن قاضی را به عنوان «دیوان محکمه» قلمداد کند. بسیاری از نهادهای دولتی که به عنوان «دیوان» درنظر گرفته می‌شوند تا با حوزه‌های قضایی عادی اشتباه گرفته نشوند. در بریتانیای کبیر، دادگاه‌های کار، نهادهایی هستند که برای رسیدگی به موارد اختلافات استخدامی خاص تشکیل شده‌اند.